# 레드미 10A
레드미 10A(영어: Redmi 10A)는 샤오미 계열의 안드로이드 스마트폰이다. 이 휴대전화는 2022년 3월 29일에 출시되었다.